# The Way You Do the Things You Do
"The Way You Do the Things You Do" was de eerste single van de Amerikaanse Motown groep The Temptations die de Billboard Hot 100 haalde en zo hun eerste hitsingle was. De hoogste notering was de 11e plaats. Het nummer is afkomstig van het eerste album van de groep, Meet The Temptations, en verscheen ook op het vervolgalbum The Temptations Sing Smokey.

## Achtergrond
The Way You Do The Things You Do werd geschreven door Smokey Robinson, die later onder andere ook My Girl voor de groep zou schrijven, in samenwerking met Bobby Rogers. Beiden waren lid van The Miracles, de destijds meest succesvolle groep van Motown. Het duo schreef het nummer terwijl ze in de bus zaten naar een van hun optredens van The Motortown Revue, een reeks van optredens met meerdere Motownacts. Het nummer begon als een grap, maar naarmate ze meer regels voor het nummer bedachten, beseften Rogers en Robinson dat ze met dit nummer wellicht een hit konden scoren. Ze besloten het nummer op te nemen met The Temptations die destijds zeven singles hadden die alle niet succesvol waren. Uiteindelijk bleek het nummer met zijn #11-positie inderdaad een hit te zijn.
Het nummer was op 8 januari 1964 klaar om opgenomen te worden. Een dag later gebeurde dit dan ook. David Ruffin, broertje van Jimmy Ruffin, was een van de achtergrondzangers tijdens de opnamesessie. Vlak daarvoor had hij mede-oprichter Elbridge Bryant vervangen. Bryant was eerder ontslagen, nadat hij Paul Williams, een ander lid van de groep, geslagen had, omdat Williams het publiek een toegift wilde geven en Bryant niet.

## Covers
The Way You Do The Things You Do is vele malen gecoverd. Het nummer is opgenomen door onder andere Manfred Mann, Rita Coolidge, Elkie Brooks, The Underdogs, The Coolidge en UB40. Ook werd een versie van The Temptations samen met The Supremes opgenomen en een live-versie van Hall & Oates samen met David Ruffin en Eddie Kendricks als medley met My Girl. Die laatste opname behaalde in 1985 een #20 positie. Deze positie haalde The Coolidge ook met hun versie, terwijl de coverversie van UB40 het zelfs nog beter deed met een #6 notering in 1990.

## Bezetting
- Lead: Eddie Kendricks
- Achtergrond: Otis Williams, Paul Williams, David Ruffin en Melvin Franklin
- Instrumentatie: The Funk Brothers
- Schrijvers: Smokey Robinson en Bobby Rogers
- Productie: Smokey Robinson